# Den glada änkan
Den glada änkan je švédský němý film z roku 1907. Producentem je Albin Roosval (1878–1948). Film trvá zhruba 4 minuty a premiéru měl 28. srpna 1907 v kině Apollo ve Stockholmu.
Jedná se o filmovou adaptaci operety Veselá vdova (1905) od Franze Lehára (1870–1948).

## Obsazení
| Emma Meissner  | Hanna Glawari |
| Carl Barcklind | Danilo        |